# Gran Premio Città di Camaiore 2007
Il Gran Premio Città di Camaiore 2007, cinquantottesima edizione della corsa e valida come evento dell'UCI Europe Tour 2007 categoria 1.1, si svolse il 9 agosto 2007 su un percorso di 193,7 km. Fu vinto dall'italiano Fortunato Baliani che terminò la gara in 4h29'19", alla media di 43,154 km/h.
Partenza con 152 ciclisti, dei quali 73 portarono a termine il percorso.

## Ordine d'arrivo (Top 10)
| Pos. | Corridore           | Squadra      | Tempo    |
| ---- | ------------------- | ------------ | -------- |
| 1    | Fortunato Baliani   | Panaria      | 4h29'19" |
| 2    | Gabriele Bosisio    | Tenax        | s.t.     |
| 3    | Kanstancin Siŭcoŭ   | Barloworld   | s.t.     |
| 4    | Emanuele Sella      | Panaria      | s.t.     |
| 5    | Pavel Brutt         | Tinkoff      | a 4"     |
| 6    | Filippo Pozzato     | Liquigas     | a 34"    |
| 7    | Michail Ignat'ev    | Tinkoff      | s.t.     |
| 8    | Ivan Rovnyj         | Tinkoff      | s.t.     |
| 9    | Alessandro Bertuola | Tenax        | s.t.     |
| 10   | Branislaŭ Samojlaŭ  | Acqua & Sap. | s.t.     |